# Torneo Apertura 2000 (El Salvador)
El Torneo Clausura 2000 fue el quinto torneo corto desde la creación del formato de un campeonato Apertura y Clausura, que se juega en la Primera División. 
Águila se proclamó campeón por decimosegunda vez en su historia, y segunda ocasión en este tipo de competencia. 

## Formato de competencia
El torneo clausura se desarrolla de la misma forma que el torneo de temporada anterior, en dos fases:
- Fase de clasificación: los dieciocho días del campeonato.
- Fase final: los partidos de ida y vuelta que van desde las semifinales hasta la final.

### Fase de clasificación
Durante la fase de clasificación, los diez equipos se enfrentan a los otros nueve equipos dos veces según un calendario elaborado al azar. Los cuatro mejores equipos se clasifican para las semifinales, mientras que el último desciende a la Segunda División .
La clasificación se basa en la escala de puntos clásica (victoria a 3 puntos, empate a 1, derrota a 0). El desempate final se basa en los siguientes criterios:
- El número de puntos.
- La diferencia de goles general.
- El número de goles marcados.

## Relevo anual de clubes
Juventud Olímpica terminó último en la tabla general del Torneo Clausura 2000 y fue relegado a la Liga de Plata, tras permanecer por una temporada en Primera División. Fue reemplazado por el campeón de la Segunda Atlético Balboa que ascendió a la máxima división por primera vez en su historia.
| Pos | a Primera       |
| --- | --------------- |
| 1°  | Atlético Balboa |

| Pos | a Segunda         |
| --- | ----------------- |
| 10° | Juventud Olímpica |

## Equipos participantes

### Equipos por departamento
| Departamento | N.º | Equipos                            |
| ------------ | --- | ---------------------------------- |
| La Unión     | 2   | Atlético Balboa y Municipal Limeño |
| San Salvador | 2   | Alianza, Atlético Marte            |
| San Miguel   | 2   | Águila, Dragón                     |
| Santa Ana    | 1   | FAS                                |
| La Libertad  | 1   | ADET                               |
| Usulután     | 1   | Luis Ángel Firpo                   |
| La Paz       | 1   | Santa Clara                        |

### Información de los equipos
| Equipo           | Entrenador               | Ciudad             | Estadio                  |
| ---------------- | ------------------------ | ------------------ | ------------------------ |
| ADET             | Juan Quarentone          | Talnique           | Hanz Usko                |
| Águila           | Hugo Coria               | San Miguel         | Juan Francisco Barraza   |
| Alianza          | Jaime Rodríguez          | San Salvador       | Cuscatlán                |
| Atlético Balboa  | José Mario Martínez      | La Unión           | Marcelino Imbers         |
| Atlético Marte   | Mauricio Pachín González | San Salvador       | Cuscatlán                |
| Dragón           | Nelson Brizuela          | San Miguel         | Juan Francisco Barraza   |
| FAS              | Juan Ramón Paredes       | Santa Ana          | Óscar Alberto Quiteño    |
| Luis Ángel Firpo | Julio Escobar            | Usulután           | Sergio Torres Rivera     |
| Municipal Limeño | Alberto Agustín Castillo | Santa Rosa de Lima | Dr. Ramón Flores Berríos |
| Santa Clara      | Saúl Molina              | San Luis Talpa     | San Miguel               |

## Tabla general
| Pos.                  | Equipos               | PJ  | PG | PE | PP | GF  | GC  | Dif. | Pts. |
| --------------------- | --------------------- | --- | -- | -- | -- | --- | --- | ---- | ---- |
| 1.°                   | Municipal Limeño      | 18  | 12 | 4  | 2  | 43  | 13  | +30  | 40   |
| 2.°                   | Luis Ángel Firpo      | 18  | 10 | 6  | 2  | 42  | 19  | +23  | 36   |
| 3.°                   | Águila                | 18  | 9  | 4  | 5  | 34  | 28  | +6   | 31   |
| 4.°                   | Atlético Balboa       | 18  | 8  | 5  | 5  | 31  | 26  | +5   | 29   |
| 5.°                   | Dragón                | 18  | 6  | 7  | 5  | 32  | 29  | +3   | 25   |
| 6.°                   | Alianza               | 18  | 4  | 9  | 5  | 25  | 25  | 0    | 21   |
| 7.°                   | ADET                  | 18  | 4  | 7  | 7  | 23  | 24  | -1   | 19   |
| 8.°                   | FAS                   | 18  | 3  | 8  | 7  | 15  | 21  | -6   | 17   |
| 9.°                   | Atlético Marte        | 18  | 3  | 6  | 9  | 28  | 48  | -20  | 15   |
| 10.°                  | Santa Clara           | 18  | 1  | 4  | 13 | 13  | 53  | -40  | 7    |
| Equipos Apertura 2000 | Equipos Apertura 2000 | 180 | 60 | 60 | 60 | 286 | 286 | 0    | 240  |

|  | Líder, clasificado para las semifinales. |
|  | Clasificados para las semifinales.       |

## Fase final

### Eliminatorias
|  | Semifinales                                         | Semifinales                                         | Semifinales                                         | Semifinales                                         | Semifinales                                         |   |    | Final            | Final           | Final           |  |
|  | 16 y 17 de diciembre (ida) 23 de diciembre (vuelta) | 16 y 17 de diciembre (ida) 23 de diciembre (vuelta) | 16 y 17 de diciembre (ida) 23 de diciembre (vuelta) | 16 y 17 de diciembre (ida) 23 de diciembre (vuelta) | 16 y 17 de diciembre (ida) 23 de diciembre (vuelta) |   |    | 30 de diciembre  | 30 de diciembre | 30 de diciembre |  |
|  |                                                     |                                                     |                                                     |                                                     |                                                     |   |    |                  |                 |                 |  |
|  |                                                     |                                                     |                                                     |                                                     |                                                     |   |    |                  |                 |                 |  |
|  | 1°                                                  | Municipal Limeño                                    | 3                                                   | 4                                                   | 7                                                   |   |    |                  |                 |                 |  |
|  | 1°                                                  | Municipal Limeño                                    | 3                                                   | 4                                                   | 7                                                   |   |    |                  |                 |                 |  |
|  | 4°                                                  | Atlético Balboa                                     | 0                                                   | 1                                                   | 1                                                   |   |    |                  |                 |                 |  |
|  | 4°                                                  | Atlético Balboa                                     | 0                                                   | 1                                                   | 1                                                   |   | 1° | Municipal Limeño | 2               |                 |  |
|  |                                                     |                                                     |                                                     |                                                     |                                                     |   | 1° | Municipal Limeño | 2               |                 |  |
|  |                                                     |                                                     | 3°                                                  | Águila                                              | 3                                                   |   |    |                  |                 |                 |  |
|  | 2°                                                  | Luis Ángel Firpo                                    | 3°                                                  | Águila                                              | 3                                                   | 0 | 2  | 2                |                 |                 |  |
|  | 2°                                                  | Luis Ángel Firpo                                    |                                                     |                                                     |                                                     | 0 | 2  | 2                |                 |                 |  |
|  | 3°                                                  | Águila                                              | 3                                                   | 2                                                   | 5                                                   |   |    |                  |                 |                 |  |
|  | 3°                                                  | Águila                                              | 3                                                   | 2                                                   | 5                                                   |   |    |                  |                 |                 |  |
|  |                                                     |                                                     |                                                     |                                                     |                                                     |   |    |                  |                 |                 |  |

### Final
| 30 de diciembre de 2000 | Municipal Limeño          | 2 - 3 | Águila                      | Estadio Cuscatlán, San Salvador, San Salvador |  |
|                         | Cahrún 63' · Galdámez 66' |       | Mahía 22' · Bordón 50', 84' |                                               |  |

|                            |
| Campeón Águila 12.° título |